# Ørsted (Assens)
Ørsted is een plaats in de Deense regio Zuid-Denemarken, gemeente Assens. De plaats telt 238 inwoners (2020).